# フレッド・ウィリアムソン
フレッド・ウィリアムソン（Fred Williamson, 本名：フレデリック・ロバート・ウィリアムソン(Frederick Robert Williamson)、1938年3月5日 - ）は、アメリカ合衆国の元アメリカンフットボール選手、映画俳優、映画監督、映画製作者、脚本家。インディアナ州ゲーリー出身。アフリカ系アメリカ人。現役時代のポジションはディフェンスバック。俳優としては1960年代末から今日に至るまで、息の長い活躍を続けている。活字ではフレッド・ウィリアムスンと表記されることもある。

## 来歴

### アメリカンフットボール選手時代
ノースウェスタン大学からドラフトなしでピッツバーグ・スティーラーズに入団 、1960年に初出場、その後、1961年-1964年までオークランド・レイダース、1965年-1967年までカンザスシティ・チーフスでプレーした。カンザスシティ・チーフス時代、1967年の第1回スーパーボウルに出場した 。
1968年にカナディアン・フットボール・リーグのモントリオール・アルエッツで短期間プレーした後、現役を引退。

### 引退後
現役引退後は俳優に転身、松濤館流空手・拳法・テコンドーの黒帯の有段者でもあることから、主にB級アクション映画に出演、そのうちの数本で製作・監督も兼任している。
俳優としての初期のキャリア
1968年から『宇宙大作戦』や『鬼警部アイアンサイド』等のテレビ・シリーズにゲスト出演し、ロバート・オルトマン監督の朝鮮戦争を題材にした群像喜劇『マッシュ』（1969年）では元プロ・フットボール選手の軍医を演じ、映画終盤のキーマン的な存在の役どころだった。また、本作でのアメフト場面の演出は彼が行ったと言われるが、クレジットは業界の先輩であるアンディ・シダリスに持って行かれてしまった。
その後は『ブラック・シーザー』（1971年）等のブラック・プロステーション映画でタフで粋なヒーローを演じ、アクションが出来ることからキックボクサーの風間健が出演した『ドラゴンを消せ！』（1973年）の主演にも起用された。また、その個性が大物製作者のディーノ・デ・ラウレンティースに注目され、米国ロケのイタリア映画『3人のタフガイ』（1973年/未ソフト化）と『マンハッタン皆殺し作戦』（1974年）で準主役級で起用された。
その他のイタリア映画にはスペイン領カナリア諸島で撮影されたアントニオ・マルゲリーティ監督のマカロニ・ウエスタン『ワイルドトレイル』（1975年）、エンツォ・G・カステッラーリ監督の戦争映画『地獄のバスターズ』（1977年/未/ビデオ/テレビ放映）にも出演した。
1970年代の後半からはキャリアに翳りが見え始め、マニラや東京でもロケされたフィリピン映画『ブラインド・カンフー/白昼の暗黒軍団』（1977年/未/ビデオ）では米国ロケのパートに特別出演的に起用された。
迷走の1980年代
1970年代はタフガイ俳優として鳴らしたが、1980年代の中頃まではキャリアの低迷期にあった。この時期には自身が製作・監督・主演した『ザ・リボルバー/怒りの38口径』（1982年/未/ビデオ）があり、ジム・ブラウン、リチャード・ラウンドトゥリー、ジム・ケリーといった、かつての黒人スターと共演して話題を呼んだ。また、ウィリアム・ラスティグ監督の『報復軍団/ヴィジランテ・フォース』（1982年/未/ビデオ）にも脇役出演し、ジョン・フォード・監督作品で活躍したウディ・ストロードも出演していた。この後、仕事に恵まれなくなったストロードもウィリアムソン同様にイタリアへ活路を求めた。
イタリア映画ではエンツォ・G・カステッラーリ監督の『ブロンクス・ウォリアーズ/1990年の戦士』（1982年/未/ビデオ）と『マッド・ファイター（カー・バイオレンス）』（1983年/未/ビデオ/テレビ放映）、ルチオ・フルチ監督の『未来帝国ローマ』（1984年/未/ビデオ/テレビ放映）といった近未来を背景にしたアクション映画に出演していたが、かつての精彩を欠き、一脇役に過ぎなかった。また、ロバート・ギンティ主演の2作品『近未来戦争/オメガ帝国の崩壊』（1983年/未/ビデオ）と『ホワイト・ファイア/地獄の報酬』（1984年/未/ビデオ）ではゲスト出演的な出番の少なくないものだった。
アクション・スター復活の兆し
マカロニ戦争アクション物『デルタフォース・コマンド』（1987年）等、白人俳優の引き立て役も相変わらずこなす中、暴力刑事の活躍が描かれるイタリア映画『ブラック・コブラ』（1987年）がヒットし、以降4作目まで作られた。これによって1970年代のタフガイ像に加え、円熟味も加味されて再びアクション・スターとして返り咲く。
米国本土でも自身の主宰するポー・ボーイ・プロダクションの制作で幾本ものアクション映画を手掛けた。それらは製作・監督・主演を兼ねたワンマン映画だったが、ボー・スヴェンソンやヘンリー・シルヴァ、ロバート・フォスター、チャック・コナーズ、ヴァン・ジョンソン等の実績あるベテラン俳優が脇役として起用された。

## 主な出演作品

### 映画
- M★A★S★H マッシュ M*A*S*H (1970)
- 愛しのジュニー・ムーン Tell Me That You Love Me, Junie Moon (1970)
- ブラック・サンダー The Legend of Nigger Charley (1972)
- ハンマー Hammer (1972)
- ドラゴンを消せ! That Man Bolt (1973)
- ブラック・シーザー Black Caesar (1973)
- ハーレム街の首領 Hell Up in Harlem (1973)　- 『ブラック・シーザー』の続編
- 荒野の襲撃・人質救出大作戦 The Soul of Nigger Charley (1973)
- マンハッタン皆殺し作戦 Crazy Joe (1974)
- ハードウェイ Three the Hard Way (1974)
- ワイルドトレイル Take a Hard Ride (1975)
- Mean Johnny Barrows (1976) 監督も
- 爆裂探偵・クラウダー/地獄の依頼人 No Way Back (1976) 監督も
- 地獄のバスターズ Quel Maledetto Treno Blindato (1978)
- 白バイ野郎ジョン&パンチ/ローラーディスコ・フィーバー CHiPs: Roller Disco (1979) テレビ映画
- ブルース・リー 恐怖の鉄拳 死の香り Fist of Fear, Touch of Death (1980)
- ブロンクス・ウォリアーズ/1990年の戦士 1990: I guerrieri del Bronx (1982)
- ザ・リボルバー/怒りの38口径 One Down, Two to Go (1982) 監督も
- ザ・リッパー Lo Squartatore di New York (1982)
- 近未来戦争/オメガ帝国の崩壊 Warrior of the Lost World (1983)
- 報復軍団ヴィジランテ・フォース Vigilante (1983)
- マッド・ファイター I nuovi barbari / The New Barbarians (1983)
- ラスト・ファイト The Last Fight (1983)
- 未来帝国ローマ I guerrieri dell'anno 2072 (1984)
- ダーティ・マグナム'87/デッドリー・インパクト Impatto mortale (1984)
- 探偵フォックス・非情の罠 Foxtrap  (1985) 製作・監督も
- ホワイト・ファイア/200カラットのダイヤを獲れ Vivre pour survivre (1985)
- ブラック・コブラ Cobra nero (1987)
- デルタ・フォース・コマンド Delta Force Commando  (1988)
- ダイヤモンド・アイ Deadly Intent (1988)
- ブラック・コブラ2 Black Cobra 2 (1989)
- ダイナマイト刑事(デカ) The Kill Reflex (1989) 製作・監督も
- デルタ・フォース・コマンド/暁の奪還 Delta Force Commando II: Priority Red One (1990)
- ブラック・コブラ3 Black Cobra 3: Manila Connection (1990)
- ブラック・コブラ4 Detective Malone (1991)
- レイジング・シティ/野獣捜査線 South Beach (1992) 製作・監督も
- スリーデイ トゥ キル/任務遂行せよ Three Days to a Kill (1992) 製作・監督も
- サイレントハンター Silent Hunter (1994) 監督も
- フロム・ダスク・ティル・ドーン From Dusk Till Dawn (1996)
- ホットシティ Original Gangstas (1996) 製作も
- ブラックジャック Blackjack (1998)
- ハーレーコップ Night Vision (1998) 製作も
- チルドレン・オブ・ザ・コーン5:恐怖の畑 Children of the Corn V: Fields of Terror (1998)
- ステルス・フォース Active Stealth (1999)
- マリン・クラッシュ Submerged (2000)
- カルメン:ヒップ・ホペラ Carmen: A Hip Hopera (2001)
- シャドー・フューリー Shadow Fury (2001)
- スタスキー&ハッチ Starsky and Hutch (2004)
- レディ・ヴァンパイア/美しき聖戦 Revamped (2007)
- ヒーローをぶっ飛ばせ! Shoot the Hero (2010)
- ゾンビ・アポカリプス Zombie Apocalypse: Redemption (2011)

### テレビドラマ
- Julia (1969 - 1971)
- ロス警察24時 Police Story (1973 - 1976)
- Half Nelson (1985)
- ザ・シークレット・ハンター The Equalizer (1985)
- ファストトラック Fast Track (1997 - 1998)
- PSI FACTOR(サイ・ファクター) 超常現象特捜隊 Psi Factor: Chronicles of the Paranormal (1998)
- Hello Paradise (2007 - 2008)
- ナイトライダーNEXT Knight Rider (2009)
- Comedy Bang! Bang! (2012 - 2015)
- Real Husbands of Hollywood (2014 - 2016)